# Lepionurus sylvestris
Lepionurus sylvestris är en tvåhjärtbladig växtart som beskrevs av Carl Ludwig von Blume. Lepionurus sylvestris ingår i släktet Lepionurus och familjen Opiliaceae. Inga underarter finns listade i Catalogue of Life.